# スカラーズ・アット・リスク
スカラーズ・アット・リスク (Scholars at Risk; SAR) は、アメリカ合衆国に拠点を置く学術団体の国際ネットワークで、学問の自由の原則を支持・擁護し、世界中の学者の人権の擁護を支援するために組織された。ネットワークには世界42か国の530以上の高等教育機関が参加している。

## 沿革
スカラーズ・アット・リスクは1999年にシカゴ大学の人権プログラムの一環として創設されたもので、2000年6月に大きな会議を開き活動を開始した。本部はニューヨーク大学グリニッジ・ヴィレッジキャンパスに置かれている。会長はロバート・クインである。

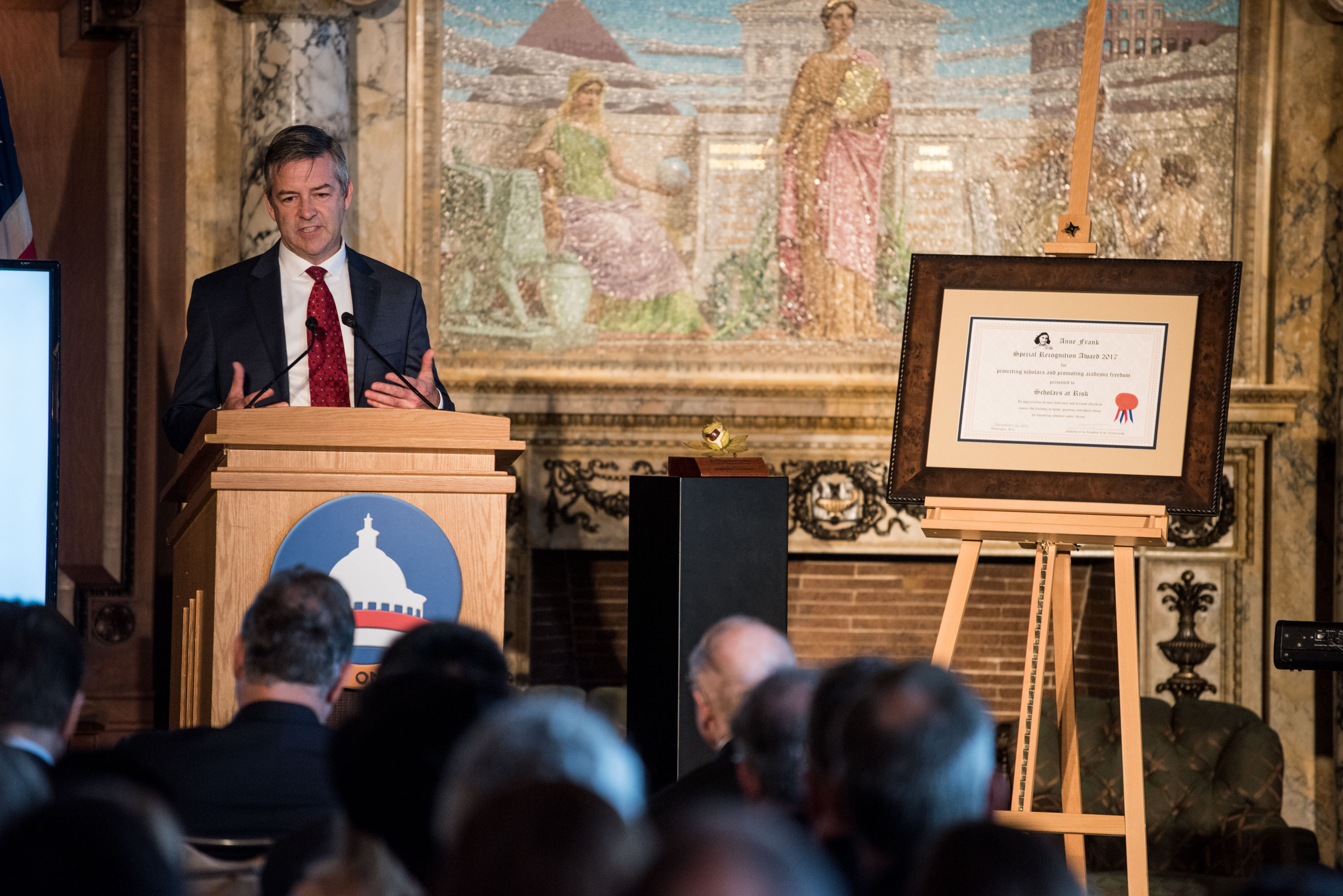
スカラーズ・アット・リスクが2017年アンネ・フランク賞を受賞 - 会長ロバート・クイン

2001年、スカラーズ・アット・リスクは他の国際理解教育と人権擁護機関と共に、教育と学術の権利を守るネットワーク (NEAR) を設立した。NEARが解散した後も、SARは「学問の自由メディアレビュー」、「収監された学者プロジェクト」、「学問の自由観察プロジェクト」を通じて、この仕事を継続している。
2002年、SARは研究者救済基金を創設した米国国際教育研究所と提携した。この基金は深刻な危機に直面した学者に資金援助するもので、それにより彼らは危機的状況から脱出し、研究を安全に継続できるのである。
2003年、ネットワーク本部はシカゴ大学から、ニューヨーク大学のニューヨーク市キャンパスに移転した。2005年、SARと支援者はSARの「支部」と「支援者ネットワーク」を全世界に組織し、学者支援と学問の自由を各地に促進するグローバルコミュニティの構築を始めた。
2007年から2010年にかけて、SARは世界の学者と擁護者のための安全でオープンなフォーラムを提供するワークショップを開催し、学問の自由の地域的側面や挑戦が直面する課題が議論された。このことは学問の自由カリキュラムの開発につながり、2011年には国際人権法の下で学問の自由の擁護を研究する「学問の自由擁護チーム」が発足した。
2012年、SARは「学問の自由観察プロジェクト」を発足させ、ボランティアの研究者が特定の国または地域での高等教育への攻撃を記録し、報告書を出版している。最初の『自由に考える Free to Think』報告書は2015年に出版され、以来毎年出されている。
2014年、SARは学生擁護セミナーを組織したが、これは教員研究者が高等教育への攻撃を記録しながら、その地域で学生が研究とアドボカシーの技量を身につけるのを支援する取り組みである。

## 活動
SARの活動は3本の柱からなる。保護 (プロテクト)、アドボカシー (擁護)、そして学習である。

### 保護
SARは、迫害や危険から逃れてきた知識人のために、ネットワーク内の大学での安全な地位を斡旋している。学者はネットワークから、調査、紹介、移動の支援を受けられる。

### アドボカシー
SARは自国で危機にさらされた学者、作家、芸術家、その他の知識人のために、擁護活動を行っている。収監された学者や学生たちを支援するグローバルなキャンペーンも組織している。学生擁護セミナーやリーガルクリニックの学生たちは、実世界での研究やアドボカシーの技量を身につけられる。ロジャー・ウィリアムズ大学のアダム・ブレイバーが擁護セミナーのコーディネーターである。米国では学生擁護デーも開催されている。またSARは、学問の自由観察プロジェクトのために、ボランティア研究者のネットワークと共に研究を進めている。
2017年スカラーズ・アット・リスクは、シリア内戦での3人のシリア人女性の経験をまとめた『私たちはシリア人』の出版を支援した。

#### 学問の自由観察プロジェクト
観察プロジェクトは高等教育への攻撃を示すデータを集めている。これらは事件を報告し分析し、情報源と目撃者を追跡し、擁護活動の開発に貢献する研究者により集められる。これらの事件をまとめた報告書『自由に考える』を毎年出版している。

### 学習
SARは学問の自由について学習するための様々な活動を組織しており、そこには毎年の会議やグローバル会議と呼ばれる大規模な国際会議、教員・研究者ワークショップ、SAR発言者シリーズ、研究グループ、高等教育の価値を促進するワークショップなどがある。SARはオスロ大学と連携して、「危険な問い Dangerous Questions」と呼ばれるMOOCを創設した。 

## SARが擁護した/している学者たち
- Abdulqadir Jalaleddin, 中国
- アフマド・レザ・ジャラリ（英語版）, イラン
- ゴカラコンダ・ナガ・サイババ（英語版）, インド
- ハトゥーン・アル・ファッシ（英語版）, サウジアラビア
- イリハム・トフティ, 中国
- Khalil Al-Halwachi, バーレーン
- ムスアブ・アブートーハ, パレスチナ[20]
- シヴァスブラマニアム・ラビンドラナート（英語版）, スリランカ
- ニロウファル・バヤニ（英語版）, イラン
- ナセル・ビン・ゲイス（英語版）, アラブ首長国連邦
- オミッド・コカビー（英語版）, イラン
- パトリック・ザキ（英語版）, エジプト
- ラヒラ・ダウト（英語版）, 中国
- タシポラット・ティップ, 中国
- シユエ・ワン（英語版）, イラン

## 組織
2003年、シカゴ大学に置かれていたネットワーク本部は、ニューヨーク大学ニューヨーク市キャンパスへ移転した。2018年、ヨーロッパ事務所がアイルランドのメイヌース大学に開設された。SARは各国のSARメンバーのための活動を行う支部をいくつかの国に置いている。

### SAR支部
2005年、SARと支援者はSARの「支部」と「支援者ネットワーク」を全世界に組織し、学者支援と学問の自由を各地に促進するグローバルコミュニティの構築を始めた。SARの支部はイスラエル (2005年、現在休止中)、イギリス (2006年、亡命学術者支援評議会と共に)、オランダ (2009年、UAFと共に)、アイルランド (2009年、ユニバーシティーズ・アイルランドと共に)、ノルウェイ (2011年)、カナダ (2012年)、スイス (2015年)、スウェーデン (2016年)、ドイツ (2016年)、フィンランド (2017年)、アメリカ合衆国 (2018年)、デンマーク (2019年)、イタリア (2019年)、スロヴァキア (2019年)にあり、支援者ネットワークは先行する高等教育ネットワークと共にヨーロッパ、中東、アフリカにある。
| 支部                             | 設立年 |
| -------------------------------- | ------ |
| SAR Canada                       | 2012   |
| SAR United States                | 2018   |
| SAR Norway                       | 2011   |
| CARA-SAR UK Universities network |        |
| SAR Ireland                      | 2009   |
| SAR Sweden                       | 2016   |
| SAR Switzerland                  | 2017   |
| UAF-SAR Netherlands and Belgium  |        |
| SAR Germany                      | 2016   |
| SAR Finland                      | 2017   |
| SAR Denmark                      | 2019   |
| SAR Italy                        | 2019   |
| SAR Slovakia                     | 2019   |

## 提携機関とパートナーシップ
スカラーズ・アット・リスクは、関連する目的を持つ他の協会や組織との提携やパートナーシップを維持している。
SARの形成しているパートナーネットワークは次の通り:
EUA-SAR Partner Network: 47か国に850のメンバーがあるヨーロッパ大学協会 (EUA) は、ヨーロッパの大学の最大かつ広範囲の組織である。EUA加盟大学には1700万人の学生が在籍している。ヨーロッパの大学を代弁して、EUAは個々の研究所や高等教育機関全体の利益を支援している。
Magna Charta Observatory: 2015年、スカラーズ・アット・リスクと大学大憲章は、85か国の802大学を含む公式パートナーネットワークの構築に同意した。
UNICA-SAR Partner Network: ヨーロッパ首都圏大学連合 (NICA) は、ヨーロッパの35の首都にある46大学のネットワークである。その役割は、ヨーロッパ全域のメンバー大学間の学術協力を推進することにある。それはまたボローニャプロセスの発展を推進し、中東欧地区の大学をヨーロッパ高等教育圏へ統合するのを推進している。
コンポステーラ大学グループ: 1993年設立のコンポステーラ大学グループ (CGU) は、27か国の60以上の大学が参加している国際非営利組織である。CGUはメンバー大学間のコミュニケーションを強化し、国際高等教育に関する異なった問題を研究議論するイベントを組織し、文化と言語知識を高めるための基礎としての加盟大学間の移動と協力推進を目指している。
グルノーブル・アルプ共同体大学: グルノーブル・アルプ共同体大学 (COMUE) は2017年1月にSARのパートナーネットワークに参加した。2014年12月にフランスで結成されたCOMUEは、6メンバーと4つの高等教育機関からなっている。その目的は、国際的知名度が高くかつ地域との繋がりが強い、学際的機関を創設することである。
スイスユニヴァーシティーズ: 2012年、スイス国内の大学、応用科学大学、教員養成大学はスイスユニヴァーシティーズを設立し、スイスの高等教育機関の連携を強化し、教育問題についての世論形成を目指した。スイスユニヴァーシティーズは30以上のメンバーからなる学長会議として、国際レベルでの業務を調整し活動している。
スイス科学アカデミー: アカデミーは科学と社会間の公平な対話に関与し、社会に関する科学に基づいた問題について政治と社会に助言している。機関と分野を横断して活動している。科学コミュニティの中に設立されたので、専門知識や技術を利用でき、重要な政治的問題に対して特定の知識を提供できる。
北米高等教育協力コンソーシアム: 北米高等教育協力コンソーシアム (CONAHEC) は、カナダ、メキシコ、アメリカ合衆国、そして全世界の高等教育機関の協力を促進している。CONAHECは、この地域の継続的成功とより良い世界の実現に貢献できる、グローバルな知識のある専門家の育成プログラムと教育機会を開発している。
研究高等教育アカデミー Academy for Research and Higher Education (ARES): 南ベルギーのワロン地域のフランス語圏大学連合として、ARESは127の高等教育機関の活動を運営している。ARESは高等教育の国際的認知度を高めることにより、メンバー機関の地域的国際的協力を推進している。
研究・技術開発フレームワーク・プログラム (IMISCOE): IMISCOEは移住と統合の分野のヨーロッパ人学者のネットワークで、比較研究の成果はIMISCOEブックシリーズとCMSジャーナルで出版されている。IMISCOEは危機に遭遇した研究者の機関を支援する独立した基金を持っている。その結果SARのメンバーとなった。IMISCOEは若い研究者の育成を支援し、全欧での交流を促進している。またIMISCOEは研究者と社会 (政策、政治、市民社会) との多面的対話に重要な役割を果たしている。
ヨーロッパ学生連盟 (ESU): ヨーロッパ学生連盟は、39か国の46全国学生連盟 (NUS) の統括組織である。ESUの目的は、ヨーロッパレベルでの学生たちの教育的、社会的、経済的、文化的利益を代表し、欧州連合、ボローニャフォローアップグループ、欧州評議会そしてユネスコに対して促進ことにある。ESUはそのメンバーを通して、全欧の15000万人の学生を代表している。
メキシコ国際教育協会 (AMPEI): メキシコ国際教育協会は、メキシコの高等教育機関の学術的質を国際化と国際協力によって強化することを目的とした非営利の会員組織である。
International Association of La Salle Universities (IALU): 国際ラ・サール大学協会 (IALU) は、ラ・サールの高等教育を強化し、ネットワーク内の大学の発展を促進し、大学への期待や要請に対応している。

## 出版物

### 報告書
- Free To Think 2023, October 31, 2023[43]
- Obstacles to Excellence: Academic Freedom & China’s Quest for World Class Universities, September 24, 2019[44]